# Icewind Dale trilogija
Icewind Dale trilogija (eng. The Icewind Dale Trilogy) je fantastična trilogija pisca R. A. Salvatorea. Nastavlja događaje iz Trilogije o Tamnom vilenjaku.
Sadrži tri knjige:
- 'Kristalna krhotina' (1988.),
- 'Srebrne rijeke' (1989.),
- 'Polutanov dragulj' (1990.)

Glavni likovi su tamni vilenjak (drow) Drizzt Do'Urden, moćni Wulfgar, polutan Regis, kralj patuljaka (dwarf) Bruenor, te njegova posvojena kći Catti-brie.
Posljednja knjiga trilogije, 'Polutanov dragulj' pojavila se u New York Times Best seller list.

## Djela

### Kristalna krhotina
Drizzt Do'Urden se skrasio u vjetrom šibanim naseljima Icewind Dalea. Tu upoznaje mladog barbara Wulfgara kojeg je poslije bitke zarobio njegov prijatelj, patuljak Bruenor. Uz Drizztovu pomoć, Wulfgar će iz divljeg dječaka izrasti u čovjeka sa srcem patuljka, instinktom barbara i dušom junaka. Wulfgar posjeduje Aegis-fang, moćni čekić (warhammer), koji je dobio na dar od Bruenora.
Drizzt i Wulfgar ubijaju moćnog bijelog zmaja Ingeloakastimiziliana (Icingdeath), od kojeg Drizzt uzima skimitar (kriva sablja - scimitar), kasnije nazvan Icingdeath po zmaju.
Nakon što je porazio moćnog demona Errtu, Drizzt pronalazi ulaz u Kristalni toranj 'Cryshal-Tirith', gdje se bori s Akar Kesselom. Tu u pomoć dolazi Wulfgar sa svojim ljudima (barbarima). 

### Srebrne rijeke
Drizzt Do'Urden se bori s vlastitim unutrašnjim glasovima koji ga pozivaju da se vrati natrag u beskrajne dubine Podtamlja. No, glasovi njegovih novih prijatelja su mnogo snažniji, a još snažniji je san koji Bruenora Battlehammera tjera da vrati izgubljeno prijestolje u Mithral Hallu. Mnogi su im govorili da odustanu, jer neki snovi se ne mogu ispuniti. A oni su uvijek zajedno išli dalje.

### Polutanov dragulj
Posljednja knjiga trilogije. Drizzt i Wulfgar moraju spasiti prijatelja Regisa, kojeg želi ubiti Artemis Entreri.